# Метод ехометрії
Метод ехометрії (рос. метод эхометрии; англ. echometry method; нім. echometrische Methode f) – метод визначення глибини розміщення рівня рідини у свердловині за допомогою ехолота. Принцип дії ехолота полягає в тому, що, підриваючи пороховий заряд на гирлі свердловини, в затрубний простір посилають звуковий імпульс. Через деякий час імпульс, відбитий рідиною, повертається на поверхню і реєструється чутливим приладом. Знаючи час проходження імпульсу і швидкість звуку в газовому середовищі, можна визначити глибину знаходження рівня рідини за формулою: 
Нр=vзtр/2,
де vз – швидкість поширення звукової хвилі; 
tр – час проходження хвилі від гирла до рівня і назад. 
Цей метод широко застосовується для гідродинамічного дослідження штангово-насосних свердловин. 